# Карл Емануил III Савойски
Вижте пояснителната страница за други личности с името Карл Емануил.
Карл Емануил III Савойски Трудолюбивият или Карлин (на италиански: Carlo Emanuele III di Savoia, detto anche Il Laborioso o Carlin; на френски: Charles-Emmanuel III de Savoie; * 27 април 1701, Торино, Савойско херцогство; † 20 февруари 1773, Сардинско кралство), е 16-и херцог на Савоя (1720 – 1730 и 1732 – 1773), крал на Сардиния-Пиемонт като Карл Емануил I (1730 – 1773), принц на Пиемонт (1715 – 1773), херцог на Монферат, маркграф на Салуцо, херцог на Аоста, граф на Мориен, граф на Ница, хранител на Светата Плащаница.
Той е и титулярен крал на Йерусалим, Кипър и Армения, принц на Онеля, принц на Монмелиан с Арбин и Франсин, принц на Пойрино, принц на Киери, принц на Буска, принц на Дронеро, принц и постоянен викарий на Свещената Римска империя, херцог на Шабле, херцог на Женева, херцог на Каринян Ивой, принц бали на Херцогство Аоста и херцог на Аоста, маркграф на Ористано, маркграф на Монферат, маркграф на Суза и маркграф на Чева, маркграф на Тарантез, маркграф на Савона, маркграф на Марен, Модан и Ланслебург, маркграф на Италия, граф на Асти, граф на Танд, граф на Женева, граф на Ромон, граф на Гочеано, граф на Алесандрия, граф на Сант'Антиоко, барон на Фосини, барон на Во, господар (сеньор) на Пинероло, Верчели и Валсезия (от 3 септември 1730), венециански патриций и патриций на Ферара, граф на Новара (от 1734), граф на Тортона, граф на Бобио, сеньор на Ломелина (от 1734), маркиз на Дронеро (от 1738), суверенен херцог на Пиаченца (4 февруари 1744 – 3 септември 1745 и 12 август 1746 – 5 февруари 1749, запазвайки титлата), маркграф на Финале (от 1746 г.). Купува Княжество Масерано и Маркграфство Кревакуоре на 20 март 1767 г. от семейство Фереро Фиески, но им оставя титлите и привилегиите, свързани с тях.

## Произход
Той е четвъртият син на Виктор Амадей II (* 1666, † 1732), херцог на Савоя и крал на Сардиния (като Виктор Амадей I), и на първата му съпруга, френската принцеса Анна-Мария Орлеанска (* 1669, † 1728). Негови баба и дядо по бащина линия са савойският херцог Карл Емануил II и Мария Жана Батиста Савойска-Немур, а по майчина – Филип I Орлеански и Хенриета Анна Стюарт, по-малка дъщеря на английския крал Чарлз I и Хенриета Мария от Франция. Той е чичо на френския крал Луи XV. Има петима братя и четири сестри:
- Мария Аделаида (* 1685, † 1712), херцогиня на Бургундия и дофина на Франция като съпруга на Луи дьо Бургон, майка на краля на Франция Луи XV
- Мария Анна (* 1687, † 1690)
- Мария Луиза Габриела (* 1688, † 1714), кралица на Испания като съпруга на испанския крал Филип V д'Анжу
- сестра (* /† 1690)
- брат (* / † 1691)
- брат (* /† 1697)
- Виктор Амадей Филип Йосиф (* 1699 † 1715), принц на Пиемонт
- Емануил Филиберт (*/† 1705), херцог на Шабле
- брат († 1709 мъртвороден).

Има и един природен брат и една природена сестра от извънбрачна връзка на баща си.

## Биография

### Ранни години и отношения с баща му
Понеже не е първороден син на Виктор Амадей II, Карл Емануил по рождение не е предопределен за престолонаследник. По-големият му брат – престолонаследникът Виктор Амадей обаче умира през 1715 г. и тогава Карл Емануил става принц на Пиемонт. Той получава строго образование в съответствие с бъдещите му задачи, специално от баща му, в унисон с личните му канони и без никакво културно вдъхновение.
Карл Емануил живее в Торино, дълбоко променен в последните политически събития. Пиемонт, след възходи и падения, излиза победител във Войната за испанското наследство, побеждавайки френската армия на Луи XIV, а баща му Виктор Амадей II купува титлата „Крал на Сицилия“, която е принуден да замени с тази на „Крал на Сардиния“. Кралят все повече отхвърля великолепието на двора, облича се в обикновени дрехи, а ризите му са от сурово платно. Торино претърпява радикална трансформация: по кралска воля са забранени партиите, а демонстрирането на богатство е престъпление.
След политическия и военния си триумф Виктор Амадей II все повече се затваря в себе си. След 1728 г. странностите му започват да нарастват и вероятно страда от психично разстройство. Майката на Карл Емануил е мъртва, както и по-големият му брат, обичан много от Виктор Амадей.
Старият вече владетел решава да абдикира в полза на Карл Емануил. Той не го харесва: Карл Емануил III, или „Карлин“, както го наричат пиемонтците, е крехък и почти гърбав, и става все по-мрачен през последните години на суровия дворцов живот в Торино, като говори малко. Образованието му е най-общо, тъй като цялото внимание е било насочено към по-големия му брат. Пропуските му са запълнени, като работи заедно с баща му, който го праща на посещение на военни крепости и го разпитва след всеки разговор с министрите.
През 1722 г. бащата на Карл Емануил го кара да се ожени за пфалцграфиня Анна Кристина Луиза фон Пфалц-Зулцбах, която умира само година по-късно, раждайки му наследник, починал като дете. Втората му съпруга, отново избрана от баща му, е Поликсена фон Хесен-Ротенбург-Рейнфелс, която му ражда повечето деца. Тя е обичана силно от Карл Емануил и недолюбвана от неговия баща, който вярва, че тя отклонява вниманието на сина му от политиката. Той дори забранява на семейството да спи в едно легло.
След като баща му става крал на Сардиния през 1720 г., Карл Емануил става херцог на Савоя. През 1730 г. баща му абдикира и поема херцогството, а Карл Емануил става крал на Сардиния.
След смъртта на баща му през 1732 г. той става отново херцог на Савоя.

### Управление

#### Възкачване на трона
През лятото на 1730 г. Виктор Амадей II решава да остави на сина си суверенитета над Пиемонт и на 3 септември обявява това пред всички свои министри, специално събрани на съвет в резиденцията в Риволи. Изглежда, че Карл Емануил е помолил баща си да остане на трона, оставяйки му функцията на принц-регент, но той му е отговорил: „Не, нямам навика и не бих знаел как да правя неща наполовина или несъвършено: моят обичай е всичко или нищо. Може би не бих одобрявал решенията на моя син, биха се породили разногласия, единството на командването би се нарушило и би била нанесена обида на короната“.
След краткото време в Шамбери Виктор Амадей отново започва да дава заповеди и съвети на сина си, който обаче възстановява танците, празненствата и лукса в двореца в Торино. Баща му е поразен от болест в нощта на 4 февруари 1731 г., но се възстановява и се замисля как да се върне на трона. През лятото на 1731 г., докато Карл Емануил III е в Шамбери, баща му го клевети пред Министерския съвет, говорейки, че е недееспособен. Старият крал се връща в Пиемонт и затвърждава министрите. Реакцията обаче не е онази, която е очаквал.
Карл Емануил, информиран за ходовете на баща му, свиква Министерски съвет на извънредна сесия, която постановява Виктор Амадей II да бъде арестуван и хвърлен в затвора. Има опасения от намесата на император Карл VI в качеството му на господар на Reichsitalien, обхващаща цяла Северна Италия с изключение на Венеция, вкл. и Княжество Пиемонт, тъй като Виктор Амадей II заплашва, че ще апелира към него. Изпратен е ескорт от войници, който арестува стария крал, и той е затворен в Кралския замък в Монкалиери, където остава до смъртта си.

#### Война за полското наследство
През февруари 1733 г. избраният за крал на Полша Август II умира и европейските сили се разделят срещу неговия наследник – Август III, подкрепян от Австрия и Станислав Лешчински, тъст на краля на Франция Луи XV. Карл Емануил III застава на страната на племенника си Луи XV. Според постановеното в Договора от Торино от септември 1733 г. той тръгва към Милано, за да окупира града и с него и Ломбардия. Военните действия започват на 28 октомври и без много кръвопролития извоюва победи при Виджевано, Пицигетоне, Сабионета и Кремона, и стига до Милано, като се обявява за Милански херцог.
Междувременно във войната срещу Австрия се включва и Филип V Испански, който иска да превземе Неаполитанското кралство и Миланското херцогство. Карл Емануил III, генералисимус от френско-пиемонтската армия, трябва да следи тромавите преговори с Испания и Франция за Милано, и същевременно да предотврати преминаването на австрийските войски на ген. Мерси от Трентино през Емилия, за да се присъединят към тези в гарнизон на Неаполитанското кралство. Австрийските опити през 1734 г. са предотвратени с битките при Колорно, Парма и Гуастала, след което френско-сардинските войски на Карл Емануил изтласкват австрийците обратно в Долината на Адидже и блокират Мантуа.
Според постановеното в последвалия Виенски мирен договор от 1738 г. Карл Емануил III и Филип V трябва да се откажат от Милано, но като обезщетение на Пиемонт са предоставени някои територии, включително Ланге, Новара и районът около Тортона.

#### Война за австрийското наследство
От 1741 до 1748 г. Европа участва във войната за австрийското наследство след отказа на някои сили, подписали Прагматическата санкция през 1713 г., да приемат, че Мария Тереза Австрийска като кралица на Бохемия може да гласува за съпруга си Франциск I от Лотарингия като кандидат за император на Свещената Римска империя на германския народ.
Карл Емануил III застава на страната на Мария Тереза, поради което териториите му са подложени на многократни опити за инвазия, първо от испанска страна през Франция, а след това и от френско-испанска страна, след като Франция влиза във войната. Участието му във войната е подпомогнато финансово от Англия: от юни 1741 г., когато Франция официално влиза във войната, чак до нейния край, тя заделя по 200 хил. паунда годишно за издръжката на савойската армия. Освен това в Средиземно море е разположен английски морски екипаж под командването на адмирал Томас Матюс в подкрепа на Карл Емануил. Полученото финансиране позволява издръжката на около 15 – 20 хил. действащи войници, равняващи се на 30 – 50% от цялата армия на Пиемонт.
След като испанците са победени в Емилия-Романя през 1741 г. и са принудени да се оттеглят, Карл Емануил трябва да се отправи към Пиемонт, за да спре тяхната втора експедиция през Алпите. В следващите години Карл Емануил губи Савоя и Графство Ница, но успява да блокира вражеските опити за преминаване на планините при Кастелделфино през 1743 г. и около Кунео през 1744 г., въпреки че е тактически победен първо на барикадите, а след това при Мадона дел Олмо.
През 1745 г. присъединяването на Генуа към вражеския фронт позволява в Лигурия да се обединят идващата от запад френско-испанска армия с идващата от юг испано-неаполитанска армия след победата ѝ над австрийците при Велетри през ноември 1744 г. Пиемонт е подложен на инвазия, Бурбонските войски влизат в Милано и битките трябва да се прекратят.
На следващата година обаче пристигането на подкрепления от Австрия прави възможно задвижването на френско-испано-неаполитанските и генуезките войски. Генуа е превзета от австрийците и след това загубена поради въстанието, започнало чрез известното хвърляне на камъни по хабсбургски войници от патриота по прякор Балила, докато вече освободилият Графство Ница Карл Емануил се готви да обсади Тулон.
През 1747 г. френската армия отново атакува Пиемонт, опитвайки се да мине директно през Торино през недобре охраняван сектор на Алпите. Тя се възползва от факта, че по-голямата част от сардинските сили са ангажирани в Морските Алпи срещу французите и в подкрепата на австрийците в обсадата на Генуа. Сардинците обаче постигат огромна победа в битката при Асиета, макар и с по-малко войници и оръжия.
През 1748 г. с Договора от Аахен Кралство Сардиния възвръща провинциите Ница и Савоя, придобива територията на Виджевано и изтласква границата до река Тичино, област Вогера и Олтрепо Павезе (Бобио).

#### Последни няколко години и смърт
В края на дългите военни събития, в които взима участие Кралство Сардиния по време на управлението на Карл Емануил III, суверенът урежда излагането на Плащаницата през 1750 г. като благодарност към пиемонтците за получените завоевания.
През 1767 г., възползвайки се от загубата на Корсика от Генуезката република и от сблъсъците между Франция и въстанниците на Паскуале Паоли, той завладява архипелаг „Ла Мадалена“, географски близък до остров Сардиния, но дълбоко свързан с остров Корсика.
Карл Емануил обръща голямо внимание на укрепването на алпийските проходи и граници. Той въвежда меритокрацията във военната йерархия и подкрепя и хората без благороднически произход. За да отпразнува своите военни и династични начинания, финансира историографията в Кралството, подпомагайки историци като Лудовико Антонио Муратори. Той използва Жан-Жак Русо, за да създаде първия пиемонтски кадастър („Сардински карти"), публикуван през 1770 г.
На 19 декември 1771 г. Карл Емануил обнародва едикт за ликвидиране на феодални поземлени мита, който позволява на земеделските стопани да купуват феодални права от своите господари. Изправен пред съпротивата на благородниците и духовенството, той трябва да се откаже от този проект, който по-късно е подет от сина му Виктор Амадей III.
Той е привърженик на абсолютистката политика и се опитва да концентрира цялата власт в ръцете си: ограничава местните автономии, лишава Вале д'Аоста от конкретни привилегии, с които регионът се ползва. Подкопава и свободата на печата, за разочарование на големите пиемонтски писатели и интелектуалци от периода като Виторио Амедео Алфиери, Карло Бодони, Жозеф-Луи Лагранж, които публикуват своите произведения в чужбина.
Карл Емануил III умира на 20 февруари 1773 г. на 71-годишна възраст. Тялото му е погребано в Кралската крипта на базиликата Суперга, където неговата монументална гробница, дело на скулптора Иняцио Колино, е разположена срещу тази на баща му.

## Брак и потомство
Жени се три пъти:
1. ∞ 16 февруари 1722 чрез заместник, 15 март лично във Верчели за пфалцграфиня Анна Кристина Луиза фон Пфалц-Зулцбах (* 5 февруари 1704, Зулцбах; † 12 март 1723, Торино), дъщеря на херцог и пфалцграф Теодор Евстах фон Пфалц-Зулцбах и съпругата му принцеса Мария Елеонора фон Хесен-Ротенбург, от която има един син:
- Виктор Амадей Теодор Савойски (* 7 март 1723, Торино; † 11 август 1725, Торино), принц на Сардиния, херцог на Аоста

2. ∞ 20 август 1724 в Тонон за принцеса Поликсена Кристина фон Хесен-Ротенбург-Рейнфелс (* 21 септември 1706, Лангеншвалбах; † 13 януари 1735, Торино), дъщеря на ландграф и херцог Ернст II Леополдфон Хесен-Ротенбург и на съпругата му графиня Елеонора фон Льовенщайн-Вертхайм, от която има четири сина и три дъщери:
- Син – мъртвороден († 1725)
- Виктор Амадей Савойски (* 26 юни 1726, Торино; † 16 октомври 1796, Монкалиери), принц на Сардиния, крал на Сардиния (1773 – 1796) като Виктор Амадей III, ∞ 1750 за Мария Антониета Бурбон Испанска (* 1729, † 1785), инфанта на Испания, дъщеря на крал Филип V Испански, от която има шест сина и шест дъщери
- Елеонора Мария Тереза Савойска (* 28 февруари 1728, Торино; † 15 август 1781, Монкалиери), принцеса на Сардиния, неомъжена
- Мария Луиза Габриела Савойска (* 25 март 1729, Торино, † 22 юни 1767, манастир на Св. Андрей в Киери), принцеса на Сардиния, монахиня
- Мария Фелицита Виктория Савойска (* 19 март 1730, Торино; † 13 май 1801, Рим), принцеса на Сардиния, неомъжена
- Емануил Филиберт Август Савойски (* 17 май 1731, Торино, † 23 април 1735, Торино), херцог на Аоста
- Карл Франциск Ромуалд Савойски (* 23 март 1733, Торино, † 28 декември 1733, Торино), принц на Сардиния, херцог на Шабле.

3. ∞ 1 април 1737 в Шамбери за роднината си херцогиня Елизабет Тереза Лотарингска (* 15 октомври 1711, Люневил; † 3 юли 1741, Торино), дъщеря на херцог Леополд Лотарингски и на съпругата му Елизабет Шарлота Бурбон-Орлеанска, дъщеря на херцог Филип I Орлеански и Лизелота фон Пфалц. Тя е сестра на император Франц I Стефан и племенница на френския крал Луи XIV. Кралица Елизабет Тереза умира на 29 години след раждането на най-малкия им син. Те имат двама сина и една дъщеря:
- Карл Франциск Мария Август Савойски (* 1 декември 1738, Торино; † 25 март 1745, Торино), принц на Сардиния, херцог на Аоста
- Мария Виктория Маргарита Савойска (* 22 юни 1740, Торино; † 14 юли 1742, Торино), принцеса на Сардиния
- Бенедикт Мария Маврикий Савойски (* 21 юни 1741, Торино; † 4 януари 1808, Рим), принц на Сардиния, херцог на Шабле (1741 – 1796), маркграф на Ивреа (1796 – 1808); ∞ 19 март 1775 в Торино за племенница си Мария Анна Каролина Габриела Савойска (* 17 декември 1757, Торино; † 11 октомври 1824, Ступиниджи), принцеса на Сардиния, дъщеря на краля на Сардиния Виктор-Амадей III и на инфанта доня Мария Антония Фернанда Бурбон-Испанска, от която няма деца.

- Съпругите на Карл Емануил III
- Анна Кристина Луиза фон Пфалц-Зулцбах
- Поликсена фон Хесен-Ротенбург-Рейнфелс
- Елизабет Тереза Лотарингска